# Douglas Creighton
Douglas Maxwell McAdam Creighton (7 marzo 1985) è un cestista statunitense naturalizzato taiwanese.
Nato negli Stati Uniti, secondo le normative del paese asiatico ha dovuto rinunciare alla cittadinanza del paese natio.

## Carriera
Con Taiwan ha disputato i Campionati asiatici del 2013.

## Palmarès
- Super Basketball League: 2

Taiwan Beer: 2010-11
Pauian: 2017-18